# Sha
Ша (Sha) — цикл графических новелл английского автора Пата Миллса и французского художника Оливье Ледруа. Повествуют о судьбе девушки Лары, жившей в XVI веке и в возрасте 16 лет сожжённой на костре инквизицией по обвинению в колдовстве. Перед смертью она успела воззвать к богине ведьм и пообещать ей вернуться и отомстить своим мучителям. Последующие события переносят нас в далёкую технически развитую цивилизацию будущего. Лейтенант полиции Дафи и его помощник Вайлер ведут расследование странных убийств магнатов и узнают, что убийства совершает Ша - возродившаяся прекрасная ведьма.

## Список альбомов
1. «Тень» (The shadow one), 1996
2. «Раненая душа» (Soul Wound), 1997
3. «Месть души» (Soul Vengeance), 1998